# Merceologia
La merceologia è una disciplina che, con un approccio scientifico, si occupa dello studio, della produzione, delle caratteristiche e dell'uso delle merci. Una delle principali finalità della merceologia è la classificazione o categorizzazione delle merci, utilizzando diversi criteri e prospettive.

## Storia

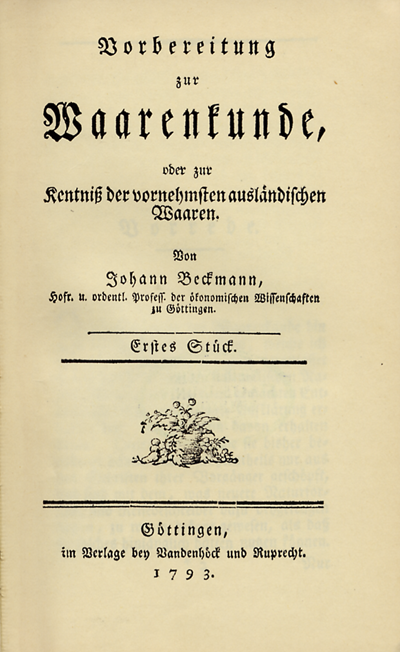
La prima edizione del Vorbereitung zur Waarenkunde (1793).

Il primo testo sull'argomento fu Vorbereitung zur Waarenkunde ("Preparazione alla merceologia") di Johann Beckmann del 1793.
All'inizio della rivoluzione industriale Beckmann, che coniò anche il termine tecnologia, volle costituire una disciplina che desse informazioni sulle merci e sulla loro produzione agli operatori economici. Appena mezzo secolo più tardi la merceologia era già un ambito importante degli studi commerciali: la materia, che nel frattempo si era diffuso in tutta Europa, fu insegnata nelle scuole di Anversa (1852), Parigi (1861) e Venezia (1868), che nel frattempo allargarono il proprio ambito di insegnamento all'analisi chimico-fisica delle merci in funzione anti-sofisticazione.
Successivamente le Scuole di commercio si trasformarono in facoltà economiche e commerciali, dando origine a partire dagli anni sessanta del XX secolo, a nuove discipline come la tecnologia dei cicli produttivi. Dagli anni settanta, inoltre, l'analisi merceologica ha spostato il proprio punto di attenzione verso i cicli di produzione, analizzando sotto il profilo quantitativo e qualitativo.